# Acrosymphytonema
Acrosymphytonema, monotipski rod crvenih algi u porodici Acrosymphytaceae. Jedini predastavnik je morska vrsta A. breemaniae.